# Incêndio no Edifício Andraus
O incêndio no Edifício Andraus foi um incêndio de grandes proporções que atingiu o Edifício Andraus, na tarde do dia 24 de fevereiro de 1972, matando 16 pessoas e ferindo 320. Até então, era o maior incêndio da história do estado de São Paulo, no Brasil, até ser superado pelo incêndio no Edifício Joelma, dois anos depois.

## Antecedentes
O Edifício Andraus fica na região central da cidade de São Paulo. Foi construído entre 1957 e 1962, possuindo 31 pavimentos, mais o subsolo.

## Incêndio
O fogo começou por volta das 16h20, na seção de crediário das Casas Pirani, localizada no terceiro andar. A loja ocupava cinco dos 27 andares do prédio. O fogo começou com um curto-circuito nos cartazes de propaganda da loja. Em menos de dez minutos, o fogo começou a se propagar para os andares inferiores, e então os superiores. Em duas horas, tomou conta de todo o prédio. Menos de uma hora após o início do incêndio, quase todas as guarnições do Corpo de Bombeiros estavam presentes no local. Eles usaram lenços úmidos para se proteger da fumaça, já que não havia máscaras suficientes.
Figueiredo Ferraz, então prefeito de São Paulo, mobilizou ambulâncias de todas as Secretarias da Prefeitura e das Administrações Regionais, carros-pipas e o único helicóptero funcional, que foi primeiro a chegar ao heliponto do edifício para resgatar as vítimas. Para o reconhecimento da área, o primeiro helicóptero fez algumas evoluções em volta do edifício, e pousou às 17h15 no heliponto, decolando com as primeiras pessoas resgatadas um minuto depois. Segundo o Acervo Folha, mais de cem vítimas foram salvas por helicóptero. O Memória Globo diz que quinhentas pessoas foram resgatadas pelo heliporto.
O incêndio foi o primeiro a ser transmitido em uma grande cobertura da televisão. O comandante do Corpo de Bombeiros declarou, por volta das 21h30, que os trabalhos de rescaldos seriam iniciados. Os bombeiros ainda não estimavam um número total de mortos, já que o trabalho de resgate das pessoas que estavam no topo do edifício não havia terminado. O incêndio durou aproximadamente sete horas. Durante o período, toda a região em torno do Andraus ficou sem energia elétrica.
De acordo com o IML, dezesseis pessoas morreram carbonizadas ou se atiraram pelas janelas, e outras 320 ficaram feridas.

## Resultado
Nilson Cazzarini, gerente-geral das Casas Pirani, foi condenado a dois anos de prisão, com direito a sursis.
O prédio foi reformado após o incêndio, ganhando parapeitos entre um andar e outro, portas corta-fogo, iluminação de emergência, escadas externas e brigada de incêndio treinada. A Sehab (Secretaria da Habitação) exigiu a revisão total da instalação elétrica de vários andares, removendo as extensões irregulares e o aquecimento excessivo dos disjuntores. Uma nova escada de emergência foi construída.
Em 2013, o especialista em prevenção de incêndios Sérgio Ceccarelli verificou que o edifício ainda tinha falhas quanto à proteção a incêndios, como falta de placas de indicação em hidrantes, extintores e saídas, além de portas corta-fogo abertas, permitindo a proliferação de fumaça.
Hoje, o edifício abriga repartições públicas.